# Едлино (Пуховичский район)
Едлино (бел. Е́дліна) — деревня в Пуховичском районе Минской области Республики Беларусь. Входит в состав Пережирского сельсовета.

## География
Находится на расстоянии 7,5 км от остановочного пункта Зазерка на железной дороге Минск — Осиповичи, 37,5 км на северо-запад от Марьиной Горки, 33,5 км от Минска.

## Этимология
Название происходит от диалектного названия елки — ёдла, либо от одного из названий можжевельника — едлянец, можжевельник. Похожее название в Беларуси — Едлино в Березинском районе.
Происхождение топонима Едлино может быть объяснено по аналогии с этимологией названия села Едлинск в одноимённой волости Мазовецкого воеводства Радомского уезда Польши и связано с польским словом Jodła, буквально — пихта.

## История
Сведения о времени основания поселения в различных источниках отличаются.
Согласно белорусскому академическому изданию, Едлино известно ещё в 1858 году как фольварк в Минском уезде, собственником которого был Ю.Адамович, и на это время в нём числилось 2 ревизские души.
По данным польских источников конца XIX века, в это время поселение представляло собой небольшой фольварк в Дудичской волости Игуменского уезда, основанный в 1875 году на пасеках, относившихся к владению Берчуки, находившемуся в наследственной собственности Гласков. Относилось к аннопольскому католическому приходу. В этот период в поселении уже проживало 23 жителя.
После Октябрьской революции с февраля по декабрь 1918 года фольварк был оккупирован войсками кайзеровской Германии, с августа 1919 года по июль 1920 года — войсками Польши. С 1919 года в составе БССР.
Во Вторую Мировую войну с конца июня 1941 года по начало июля 1944 года оккупирована немецко-фашистскими захватчиками.
В послевоенный период вошла в состав колхоза им. Куйбышева с центром в деревне Узляны. В окрестностях Едлино были сооружены несколько молочно-товарных ферм. Имелась электрическая мельница. Работал магазин Пуховичского районного потребительского общества.
В результате преобразований в 1990—2000 годы земли вокруг Едлино отнесены к колхозу (с 2003 года — колхозу-комбинату) «Барацьба» («Борьба»), на базе которого в 2010 году создано ОАО «Зазерка». В самой деревне по состоянию на 2010 год числилось 43 жителя и 16 хозяйств.

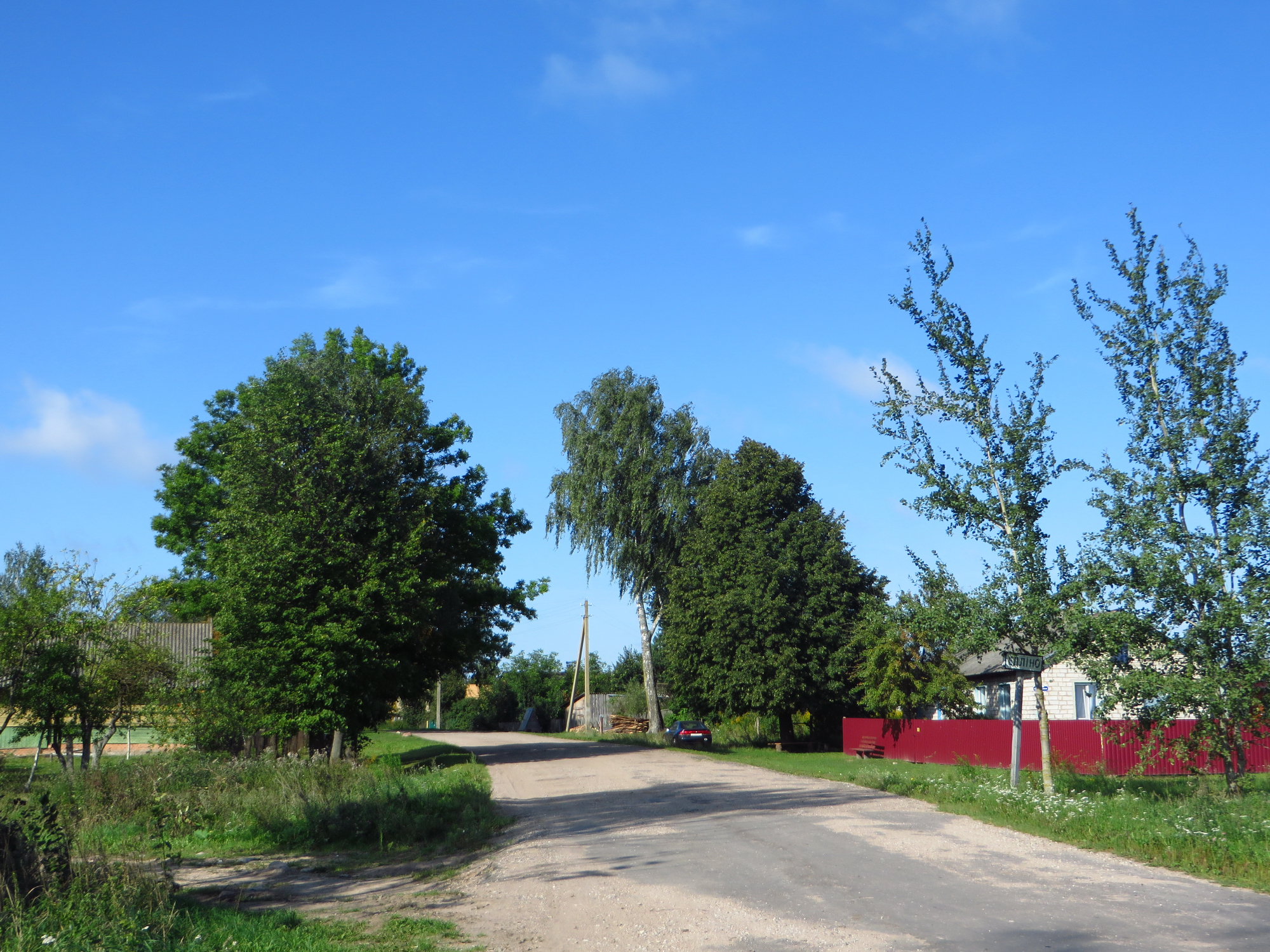
На въезде со стороны Залесья

До 20 января 1960 года деревня входила в состав Новопольского сельсовета Руденского района, после упразднения которого передана в состав Пуховичского района. 1 апреля 1960 года включена в состав Пережирского сельсовета.
До 28 мая 2013 года деревня входила в состав Узлянского сельсовета.

## Население

### Численность
- 2019 год — 44 жителей

### Динамика
- 1858 год — 2 ревизские души
- Кон. XIX в. — 23 жителей
- 1917 год — 1 двор, 24 жителей
- 1999 год — 71 жителей
- 2002 год — 21 двор, 56 жителей
- 2009 год — 45 жителей
- 2019 год — 44 жителей (перепись населения)

## Транспортное сообщение
Деревня находится на местной автомобильной дороге Н9380 Узляны — Едлино — Берчуки с грунтовым покрытием за пределами населённых пунктов. С железнодорожной станцией Седча связана местной автодорогой Н9386 Едлино — Залесье — Седча. Выезд на местную автодорогу Н9040 с асфальтовым покрытием в Минском районе и в направлении Минска осуществляется по местной грунтовой автодороге Н9439.